# Municipio de Moreland (Pensilvania)
El municipio de Moreland  (en inglés: Moreland Township) es un municipio ubicado en el condado de Lycoming en el estado estadounidense de Pensilvania. En el año 2000 tenía una población de 1.036 habitantes y una densidad poblacional de 16.7 personas por km².

## Geografía
El municipio de Moreland se encuentra ubicado en las coordenadas 41°11′47″N 76°39′28″O / 41.19639, -76.65778.

## Demografía
Según la Oficina del Censo en 2000 los ingresos medios por hogar en la localidad eran de $41,528 y los ingresos medios por familia eran $46,000. Los hombres tenían unos ingresos medios de $32,273 frente a los $24,464 para las mujeres. La renta per cápita para la localidad era de $17,680. Alrededor del 6,6% de la población estaban por debajo del umbral de pobreza.